# Moi, moi et moi
Moi, moi et moi est une nouvelle humoristique de science-fiction de William Tenn, parue sous le titre Me, Myself and I, initialement publiée dans Planet Stories, vol.3 no 9, hiver 1947 sous le pseudonyme de Kenneth Putman.
Cette histoire évoque les paradoxes du voyage dans le temps, lorsqu'un voyageur temporel rencontre son autre lui-même dans le passé, non pas une fois mais à plusieurs reprises.

## Publications

### Publications aux États-Unis
La nouvelle a été publiée pour la première fois dans le recueil Planet Stories, Hiver 1947.
Depuis, elle a été publiée à plusieurs reprises, et notamment en 2013 dans l'anthologie Of All Possible Worlds.

### Publications en France
La nouvelle a été publiée en France dans le recueil Histoires de voyages dans le temps en 1975 ; la traduction est de Frank Straschitz.

## Résumé
Gooseneck Mac Carthy est un jeune homme, embauché par le professeur Ruddle pour participer à une expérience scientifique. Le professeur, qui a inventé une machine à voyager dans le temps, souhaite envoyer Mac Carthy plusieurs millions d'années dans le passé, lui faire soulever une pierre, prendre des photos, et le faire revenir au XXe siècle pour voir si son action, de faible ampleur, a entraîné des modifications à notre époque.
Cent dollars sont versés au jeune homme, par chèque émis sur la Banque de la betterave et du tabac de Caroline du Nord. L'expérience a lieu. Mac Carthy est envoyé dans le passé. Là, il prend des photos, et renverse un petit rocher, d'où s'échappe un long mille-pattes. Il revient au XXe siècle : « Cent dollars pour bouger ça… Alors c'est ça le travail ? monologua-t-il. Faudrait peut-être que j'y revienne plus souvent… ».
Quand il revient, le professeur n'est pas exactement pareil : son crâne est désormais rasé, et annonce se nommer Guggles. Le professeur, qui l'appelle maintenant Gallagher, est marié avec une femme teigneuse et acariâtre. Mac Carthy lui explique comment était « l'autre professeur » avant son départ et ce qu'il a fait lors du voyage. Le professeur le presse alors de remonter dans la machine pour remettre la pierre en place : ainsi, tout rentrera dans l'ordre.
Mac Carthy réclame son salaire, le professeur lui remet cent dollars par chèque, tiré sur l'Office des planteurs de coton. Il fait un deuxième saut temporel et arrive sur les lieux de sa précédente arrivée. Il y rencontre un homme jeune, qui n'est autre que lui-même lors du premier voyage, en train de renverser le rocher. Il tente d'empêcher l'autre Mac Carthy de renverser le rocher, ce que l'autre refuse de faire. Une bagarre s'engage entre les deux hommes qui, se battant de la même manière et connaissant les mêmes parades, s'assomment mutuellement.
Le Mac Carthy « original » propose à l'autre de reprendre la machine temporelle, et de lui ramener un mot écrit du professeur Ruddle-Guggles, lui donnant l'ordre de ne pas toucher au rocher. L'autre Mac Carthy accepte. Le Mac Carthy « original » retourne donc une deuxième fois au XXe siècle : le professeur, qui déclare n'avoir jamais été marié, dit se nommer Roodles. Mac Carthy lui raconte toute l'aventure et réclame, outre un mot écrit, un nouveau chèque comme salaire. Il reçoit cent dollars tirés sur la Banque des producteurs de cacahuètes du sud. Le professeur lui remet une note manuscrite destinée à l'autre Mac Carthy.
Le jeune homme fait un troisième voyage temporel et découvre deux Mac Carthy en train de se battre, puis de s'assommer mutuellement. Après de longues palabres, au cours desquelles chacun dit être le Mac Carthy original, tous trois décident d'aller ensemble voir le professeur pour tirer cette affaire au clair. Ils vont donc dans la machine temporelle du Mac Carthy original. Toutefois l'engin refuse de démarrer, bien qu'ils l'aient mis régulièrement en route. Ils en concluent qu'elle ne peut supporter qu'un seul passager par voyage.
Les trois Mac Carthy sortent de la machine à voyager dans le temps et découvrent, à quelques dizaines de mètres d'eux, trois autres Mac Carthy, assis, en train de palabrer pour savoir lequel d'entre eux est l'original !

## Préface
Le recueil Histoires de voyages dans le temps est précédé d'une préface générale ; de surcroît chacune des nouvelles bénéficie d'une préface individuelle.
Dans sa préface à la nouvelle, Jacques Goimard donne son avis sur le récit :
« Vous n'avez pas encore bien compris ce que c'est qu'un paradoxe dans le passé ? Nous allons nous expliquer plus longuement. (…) Il faut d'abord savoir que toute modification du passé entraîne une modification du temps d'où l'on vient, et que ce n'est pas sans importance quand on a l'intention de revenir. Ne pas oublier aussi qu'on peut se croiser soi-même, ce qui fait un drôle d'effet quand on n'est pas prévenu. Garder à l'esprit enfin que le nombre des paradoxes est une fonction exponentielle du nombre des voyages, et qu'on a intérêt à ne pas les multiplier si on veut y comprendre encore quelque chose à la fin de l'histoire. Mais s'il faut les multiplier, est-il vraiment souhaitable d'y comprendre quelque chose ? N'est-il pas préférable au contraire d'être aussi bête que possible afin de conserver un minimum de sang-froid ? Tels sont les enseignements de cette histoire de William Tenn, digne rival de Brown dans le genre sarcastique. »  »